# Emma Kurz-Wilhelmi
Emma Kurz-Wilhelmi (geborene Wilhelmi; * 31. Dezember 1885 in Dassow; † 24. Dezember 1968 in Kirchseeon) war eine deutsche Malerin und Kunsterzieherin.

## Leben
Emma Wilhelmi war eine Tochter des Mediziners Axel Wilhelmi und dessen Frau Helene, geb. Rahe (1855–1930). Nach der Schulzeit in Schwerin besuchte sie von 1902 bis 1904 die Gewerbeschule in Basel. Es folgten zwei Jahre Studium und das Examen als Zeichenlehrerin bei Fritz Greve an der Königlichen Kunstschule zu Berlin. Parallel dazu erlangte sie die Qualifikation als Sport- und Handarbeitslehrerin. Nach weiterem Studium bei Walter Thor an dessen privater Mal- und Zeichenschule in München war sie als Zeichenlehrerin in Schwerin tätig.
Emma Wilhelmi heiratete 1914 den „Kandidaten des höheren Schulamts“ und späteren Dr. phil. Friedrich Kurz (1891–1917), der als Pilot im Ersten Weltkrieg starb. Sie begann wieder zu malen und war 1922/23 zu weiteren Studien bei Max Doerner und erneut bei Walter Thor in München. Danach wirkte sie als freiberufliche Malerin und als Kunsterzieherin in Schwerin. Nach dem Krieg unterrichtete sie von 1946 bis 1963 an der Volkshochschule. 1964 zog sie zu ihrem Sohn nach Oberbayern. Sie wurde in Mölln bestattet.
Emma Kurz-Wilhelmi schuf Porträts Schweriner Persönlichkeiten, Kinderporträts, Tierzeichnungen und Blumenstücke.

## Werke (Auswahl)
- Knabe mit Blockflöte (1938)[3][4]
- Rittersporn (1949, Öl in alla-prima-Technik)[3][4]
- Blumen aus meinem Garten (1952)[3][4]

## Ausstellungen
- 1944: Mecklenburgische bildende Kunst im Jahre 1944.  im Museum am Alten Garten zu Schwerin (Mecklenburgisches Landesmuseum)[5]

- 1945: „Jahresschau 1945 der Kunstschaffenden aus Mecklenburg-Vorpommern“ im Landesmuseum Schwerin[6]

- 1959: „10 Jahre bildende Kunst in der DDR“, Deutsche Akademie der Künste, Berlin
- 1985: Ausstellung im Herrenhaus Ratzeburg